# Авл Помпей
Авл Помпей (лат. Aulus Pompeius; умер в 102 до н. э., Рим, Римская республика) — римский политический деятель из плебейского рода Помпеев, народный трибун в 102 году до н. э. Упоминается в источниках в связи со своей попыткой противодействовать жрецу Великой матери богов Батаку. Сенат пообещал последнему построить храм его богине в благодарность за предсказание победы в битве с германцами, но когда Батак вышел к народу, чтобы сообщить об этом, Помпей обозвал жреца обманщиком и согнал его с трибуны. Согласно Плутарху, трибун сразу после этого заболел лихорадкой и умер на седьмой день.
Существует предположение о том, что Авл был племянником Квинта Помпея, консула 141 года до н. э.